# Березина, Ирина
Ирина Березина (также Ирина Березина-Фельдман; род. 7 июля 1965, Киев) — австралийская, ранее советская, шахматистка, международный мастер (1999), мастер спорта СССР (1985).

## Биография
В 1981 году в составе сборной Украины победила на Спартакиаде школьников в Вильнюсе, а в 1982 году на Всесоюзных Юношеских играх в Ленинграде. Закончила шахматное отделение Киевского института физической культуры и спорта. После распада СССР переехала в Австралию.
В 1993 году за делёж первого места в зональном турнире в Джакарте получила титул международного мастера среди женщин (WIM).
В 1995 году повторно выигрывала зону Азии и получила право участвовать в межзональном турнире в Кишинёве, где набрала 5,5 очков из 13.
В 1999 году победила на чемпионате Австралии среди женщин. В том же году выполнила норму международного мастера (IM) в чемпионате Океании по шахматам, набрав 6 очков из 9. Пять раз (2002, 2005, 2007, 2011, 2013) побеждала на чемпионатах Океании среди женщин.
Два раза участвовала в Чемпионатах мира среди женщин. В 2005 году в Екатеринбурге проиграла в первом круге. В 2012 году в Ханты-Мансийске в первом круге уступила французской шахматистке Мари Себаг.
Восемь раз (1994, 1996, 2000, 2002, 2004, 2006, 2014, 2018) играла за женскую сборную Австралии в шахматных олимпиадах, из них семь раз — на первой доске.
Работает шахматным тренером в Сиднее вместе с мужем, международным мастером Владимиром Фельдманом. В 2005 году получила звание тренера ФИДЕ.

## Изменения рейтинга
| Графики недоступны из-за технических проблем. См. информацию на Фабрикаторе и на mediawiki.org. |